# Дечји филм
Филмови за децу или дечји филмови су филмови прављени за децу, а и одрасле. Имају многе сличности са породичним филмовима, али се разликују по томе што је у дечјим филмовима убачено (не мора увек да значи) више магије и мистике како би привукли дечју циљну групу.